# III. János svéd király
III. János (Stegeborg vár, 1537. december 21. – Stockholm, 1592. november 27.) Svédország királya 1568 és 1592 között. I. Gusztáv és Margareta Leijonhufvud legidősebb gyermeke.

## Uralkodásának kezdete
János 1556. június 27-én lett Finnország hercege. Amikor fivére, Erik svéd király lett, János csak nagyon nehezen ismerte el ezt a hatalmi pozíciót. A fivérek között nyílt törésre akkor került sor, amikor János 1562. október 4-én fivére akarata ellenére feleségül vette a lengyel Jagelló Katalint, a lengyel II. Zsigmond király legfiatalabb lányát. Erik ez idő tájt vitában állt a lengyel trónnal. János ezután 120 000 aranytallér ellenében hét erődítménnyel rendelkező kastélyt kapott Livóniában.
Ezzel János megsértette az Erikkel korábban kötött megállapodásokat. Erik felszólította Jánost a kastélyok feladására, és Jánosnak választani kellett Lengyelország és Svédország között. Mivel János erre a felszólításra kitérően reagált, 1563-ban árulással vádolták meg, majd megfosztották javadalmaitól. Egy nagy sereg indult János birtokai felé, Turku irányába. A sereg feladata a herceg elfogása volt. János néhány héten át meg tudta magát védeni, de 1563. augusztus 12-én azzal a feltétellel megadta magát, hogy megkímélik az életét, és fogva tartását igazságosan hajtják végre.
Jánost feleségével négy éven át tartották fogva a gripsholmi kastélyban. 1567 őszén XIV. Erik elméje megzavarodott, mely János szabadon engedését eredményezte. Amikor 1568-ban Erik elméje lecsillapodott, János ismét attól tartott, hogy fogságba esik, ezért nemesi felkelést szervezett Erik ellen. A felkelés hamar elterjedt és 1568. szeptember 29-én János bevonult Stockholmba serege élén. XIV. Eriket foglyul ejtették János pedig felvette a királyi címet.

## Uralkodása
A svéd birodalmi gyűlés 1569 januárjában ismerte el Jánost királyként. Ehhez azonban vissza kellett állítania olyan nemesi jogokat, melyeket fivére, XIV. Erik törölt el. Ezzel a nemesség megosztottsága nőtt az országban. Mivel János egyre jobban tartott bebörtönzött fivérétől, 1571-ben megparancsolta a fogva tartóknak, hogy végezzenek fivérével, amennyiben az bármely jelét adná szökési terveinek. Erik 1577-es halála feltehetőleg egy ilyen parancsra vezethető vissza.
A hagyományokkal ellentétben János támogatta a katolikus egyházat abban a reményben, hogy egy erős katolikus és protestáns, egységes svéd egyházat hoz létre. Ez azonban csak a katolikus egyház reakcionizmusát hozta az országba. A király fiát, Zsigmondot is katolikus szellemben nevelte. Ezzel családját szorosabban a lengyel trónhoz szerette volna kötni, azonban törekvéseinek eredménye az lett, hogy a svéd nemesség helyzete egyre inkább a kalmari unió alatti helyzetükhöz hasonlított.
János külpolitikájában egyre fontosabb szerepet kapott a Baltikum. 1570-ben a stettini békészerződés megkötésével véget vetett a hét év óta tartó háromkorona-háborúnak, melyet még fivére, Erik kezdett el. Ezután azonban hadba vonult Oroszország ellen, mely változó intenzitással egészen János haláláig tartott. Narva 1581-es bevétele egyik legnagyobb sikere volt.

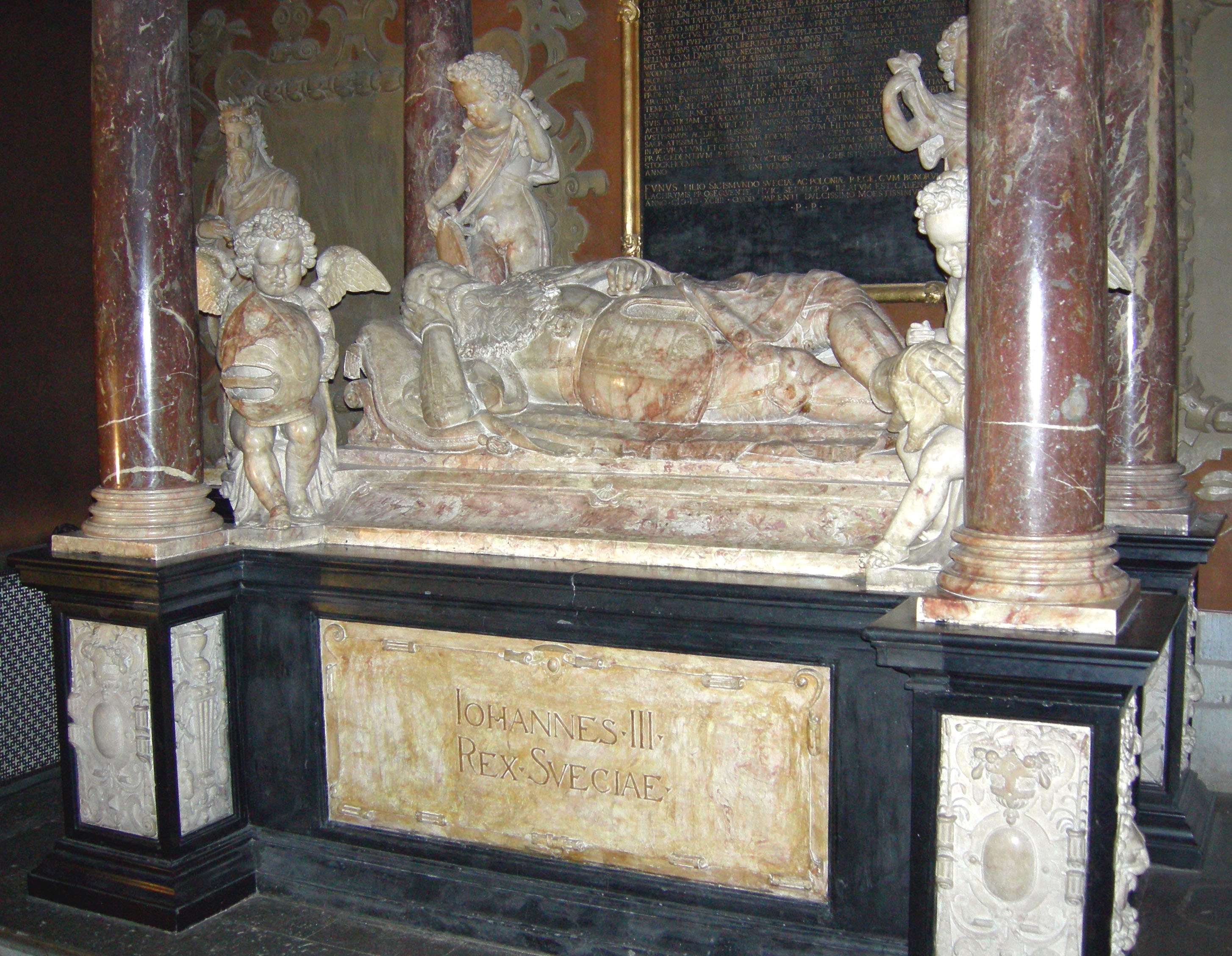
III. János síremléke

János 1592. november 17-én halt meg. Háborúktól és belviszálytól gyengített birodalmat hagyott maga után. Földi maradványait az uppsalai dómban helyezték végső nyugalomra.

## Építészeti jelentősége
János sok német és holland építészt és mesterembert hivatott országába, hogy építészeti terveit megvalósítsák. A különböző tervezési munkálatokban maga a király is részt vett. Kedvelte az itáliai reneszánsz építészetet, melyet Svédországban is kedveltté tett.
A király különösen fontosnak tartotta a meglévő építészeti művek megtartását, ezért azokat a templomokat, melyek tűz áldozatává estek, eredeti formájukban építtette újjá. Ezek közé tartoznak például az uppsalai, a västeråsi, a linköpingi, valamint a skarai dómok. Néhány stockholmi templomot is átépítettek a korban, például a Storkykrát, azaz a nagytemplomot, valamint a Riddarholm-templomot.
A nagyobb kastélyokhoz János kápolnákat építtetett. A stockholmi kastélyt jelentősen megnövelték a korban. A király két további kastélyt építtetett feleségének.

## Családja
János 1562-ben vette feleségül Jagelló Katalin lengyel és litván hercegnőt, akitől három gyermeke született:
- Izabella (1564-1566) svéd hercegnő
- III. Zsigmond (1566. június 20. – 1632. április 30.), Svédország és Lengyelország királya
- Anna (1568. május 7. – 1625. február 26.) svéd hercegnő

Második házasságából Gunilla Bielkével (1568–1597) egy fia született:
- János, Östergötland hercege (1589. április 18. – 1618. március 5.)

## Fordítás
- Ez a szócikk részben vagy egészben  a   Johann III. (Schweden) című német Wikipédia-szócikk ezen változatának fordításán alapul.  Az eredeti cikk szerkesztőit annak laptörténete sorolja fel. Ez a jelzés csupán a megfogalmazás eredetét és a szerzői jogokat jelzi, nem szolgál a cikkben szereplő információk forrásmegjelöléseként.

| Előző uralkodó: XIV. Erik | Svédország uralkodója 1568–1592 Vasa-ház | Következő uralkodó: Zsigmond |